# Relação Tully-Fisher

Relação Tully-Fisher para galáxias elípticas e lenticulares

A relação Tully-Fisher, é uma relação empírica  da velocidade de rotação de galáxias espirais com sua luminosidade absoluta, publicada em 1977 pelos astrônomos  R. Brent Tully and J. Richard Fisher. A velocidade de rotação pode ser obtida pela largura da linha 21cm do HI, devido ao efeito Doppler, e a luminosidade absoluta pode ser calculada usando a magnitude aparente e a distância da galáxia.{\displaystyle L\propto W^{\alpha }}Onde L é a luminosidade absoluta e W a largura da linha espectral.
Para determinar a relação, inicialmente foram usadas galáxias próximas que tivessem uma distância bem determinada, propriedades fotométricas precisas já conhecidas, largura do perfil da linha de hidrogênio já conhecida e uma inclinação suficiente para que os erros para correção de efeitos de projeção do perfil de hidrogênio fossem pequenos. Posteriormente, comprovou-se a relação para o aglomerado de Virgem e Ursa Maior.
Tentativas foram feitas para explicar a relação com base em princípios físicos e evolução de galáxias. Podemos chegar na relação a partir do teorema do virial:
{\displaystyle W\sim GM/R}Temos que:{\displaystyle L\propto M\propto RW^{2}}Considerando também que a proporção do brilho superficial e da luminosidades, {\displaystyle I\propto L/R^{2}} para galáxias espirais não varia muito temos:{\displaystyle R\propto L^{1/2}} Logo{\displaystyle L\propto W^{4}}Porém as medidas indicam que um valor típico para {\displaystyle \alpha \simeq 3} e não 4. Alguns modelos conseguem prever aproximadamente a relação, eles não explicam a dispersão intrínseca da relação ser tão pequena.

## Propriedades[3]
- A dispersão é menor indo para infravermelho próximo. Depois de 1 micron a dispersão pode aumentar um pouco, mas isso pode ser consequência da competição com a luminescência atmosférica, reduzindo a precisão da fotometria da galáxia.
- A relação se mantém para galáxias de disco. Para os lenticulares a relação não se mantém, com grande aumento da dispersão e de erro do ponto zero. Uma porcentagem pequena de sistemas dominados por disco tem um desvio grande, principalmente os que são afetados por starburst e mergers.
- Entre 600nm e 800nm é onde a dispersão é menor, aproximadamente 0,35 magnitudes, equivalente a 17% de incerteza em distância. Incertezas observacionais entram nas medidas de luminosidade aparente, incluindo ajustes por obscurecimento causado por poeira interna, inclinações, e o estimador para rotação galáctica. É possível que a maior parte da dispersão origina de incertezas de observação, e que a dispersão intrínseca seja muito menor do que observado.
- Foi observado que a relação de lei de potência falha para baixa luminosidade, mas isso pode ser devido a massa de matéria bariônica ser composta por mais gás do que estrelas. Convertendo a luminosidade em massa de estrelas e somando com a massa de gás frio temos o parâmetro chamado massa bariônica. Para gráficos de massa bariônica por velocidade de rotação a lei de potência é válida por mais de 5 décadas em massa.
- A inclinação da relação Tully-Fisher depende da banda, crescendo do azul para o infravermelho. Na relação L {\displaystyle \propto } Wα, α está entre 3 e 4.
- Tentativas de diminuir a dispersão com adição de parâmetro não foram convincentes e existem evidências fracas de uma depencia do brilho superficial.

## Relação Tully-Fisher bariônica[4]
Para galáxias menos brilhantes, ricas em gás a relação não se aplica, mas ao substituir a luminosidade com a massa bariônica do disco temos novamente a relação linear. A relação Tully-Fisher fundamentalmente pode ser uma relação entre velocidade de rotação e massa total bariônica na forma:{\displaystyle M_{d}\propto V_{c}^{4}}

## Determinando distâncias[5]
A relação Tully-Fisher pode ser usada para medir a distância do objeto, sua precisão para cada objeto é menor que outro métodos, 15-20% rms, mas pode ser aplicada para um grande número de galáxias para até mais de 100 Mpc. Aproximadamente 40% das galáxias com magnitudes MB < -16m  tem a morfologia e orientação apropriada para determinação da distância.

## Evolução de galáxias[6]
A relação entre a luminosidade e a velocidade de rotação para galáxias de disco, depende de propriedades fundamentais das galáxias, e os parâmetros da relação restringem os modelos de formação e evolução. Estudos têm sido feitos para entender a origem da relação e como os parâmetros evoluíram mantendo a relação, através de auto regulação da formação estelar no disco, enquanto isso explicar as variações que levam ao espalhamento intrínseco. Simulações modernas são capazes de reproduzir a inclinação e o espalhamento na banda I, respectivamente, identificando esses com a variação natural dos parâmetros de massa e rotação para o halo de matéria escura.